# 面真亮羽水蚤
面真亮羽水蚤（学名：Euaugaptilus facilis）为亮羽水蚤科真亮羽水蚤屬下的一个种。